# Lanzahíta
Lanzahíta ist ein zentralspanischer Ort und eine Gemeinde (Municipio) mit 788 Einwohnern (Stand: 2024) in der Provinz Ávila in der Autonomen Region Kastilien-León. 

## Lage und Klima
Lanzahíta liegt auf der Südseite der Sierra de Gredos am südwestlichen Rand der Provinz Ávila in einer Höhe von ca. 450 m. Die Entfernung nach Ávila beträgt knapp 58 km (Fahrtstrecke) in nordnordöstlicher Richtung. Die Gemeinde liegt inmitten des Regionalen Naturparks Parque Regional de la Sierra de Gredos. Das Klima ist gemäßigt bis warm; der Regen (ca. 759 mm/Jahr) fällt mit Ausnahme der trockenen Sommermonate übers Jahr verteilt.

## Bevölkerungsentwicklung
| Jahr      | 1970 | 1981 | 1991 | 2001 | 2011 | 2021 |
| Einwohner | 1190 | 941  | 959  | 895  | 914  | 853  |

## Sehenswürdigkeiten

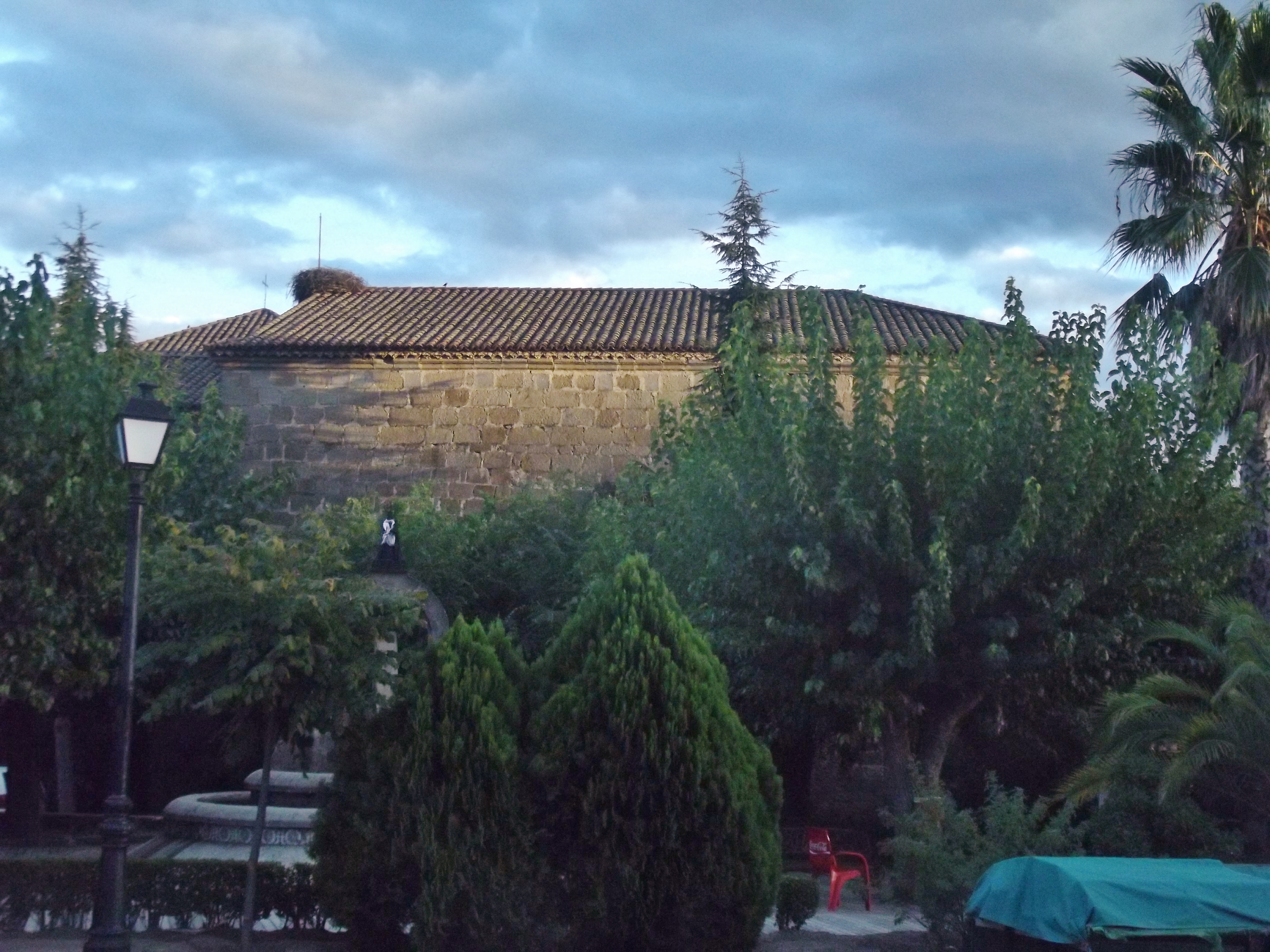
Kirche Johannes der Täufer
- romanische Brücke
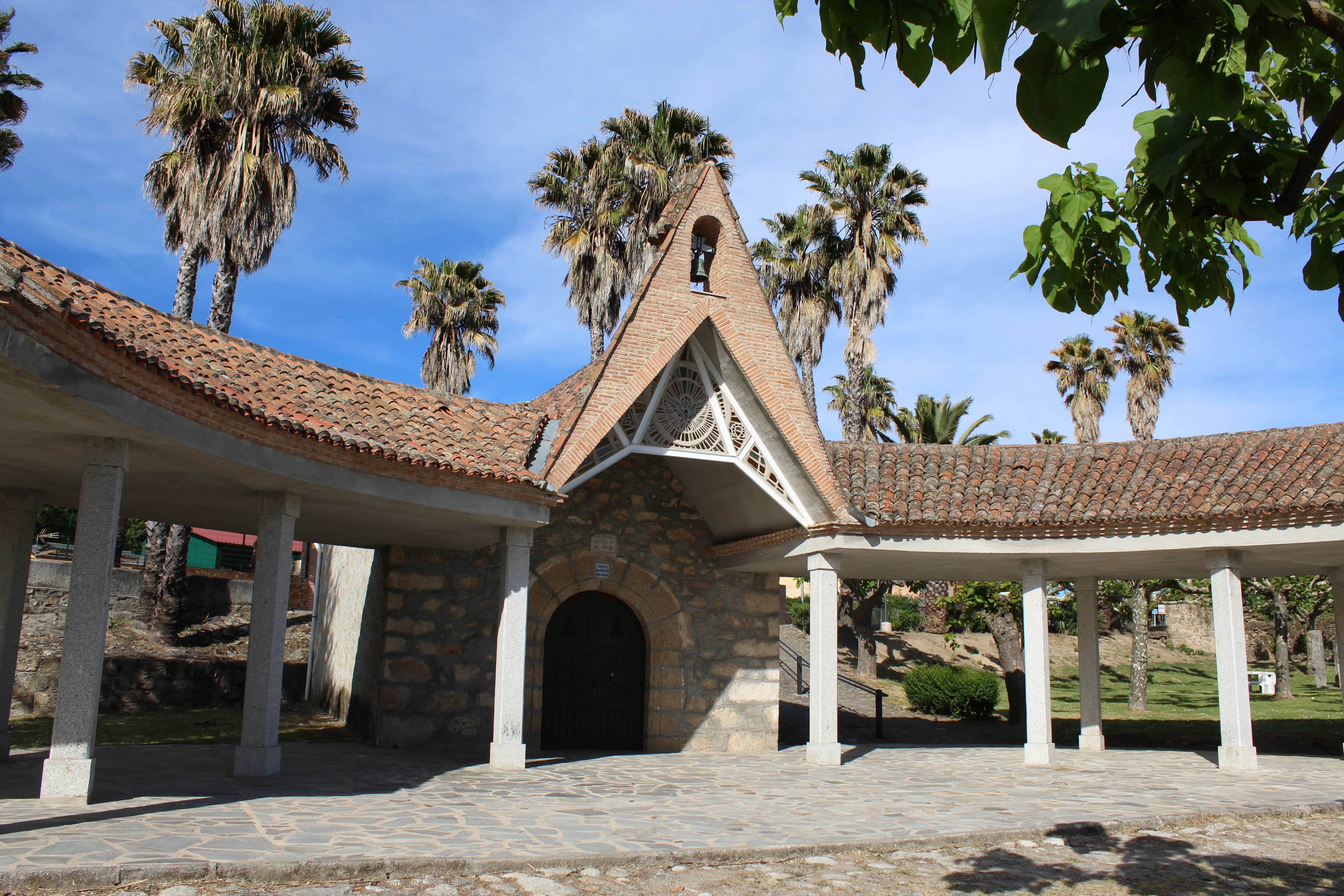
Marienkapelle
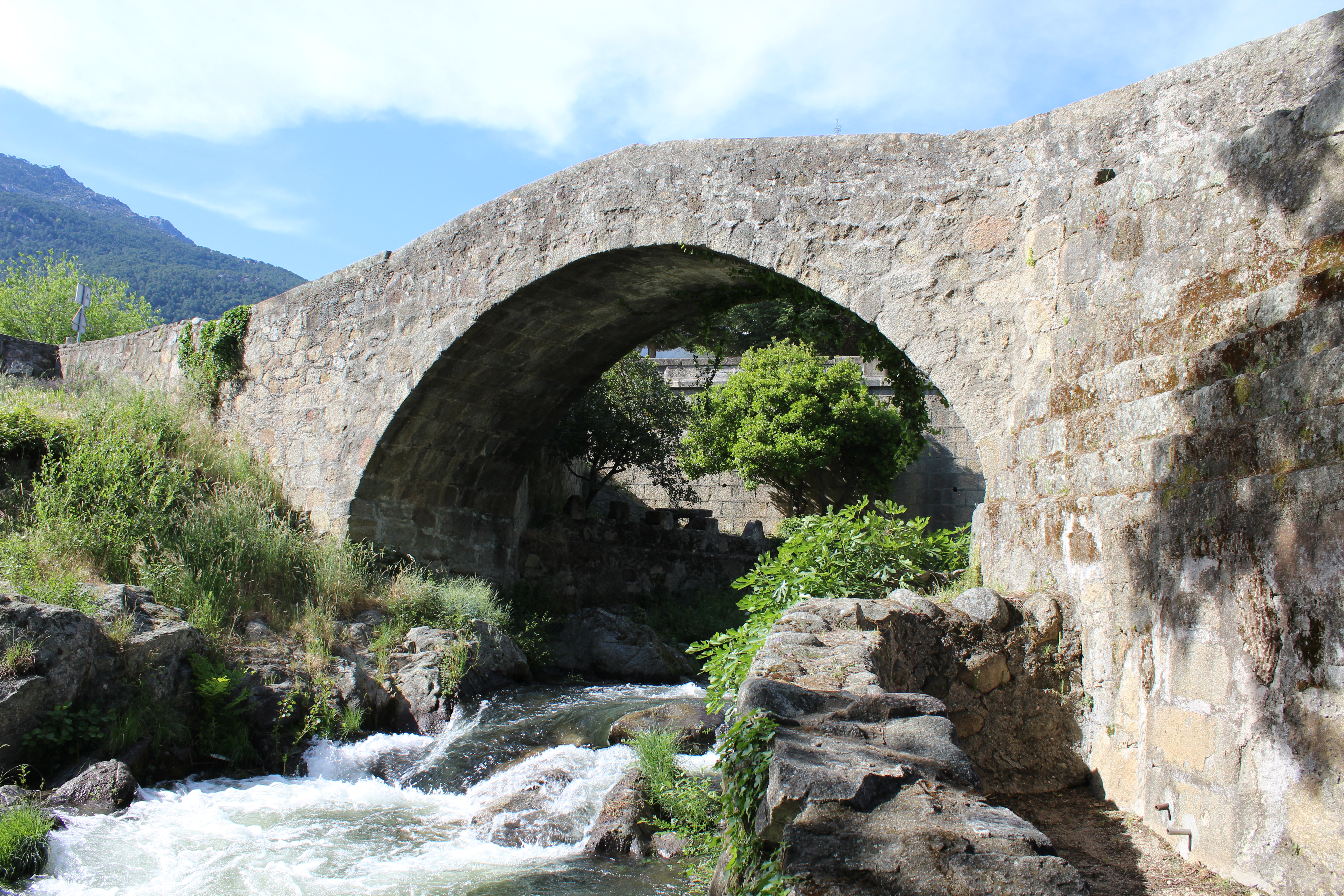
Alte romanische Brücke

- Kirche Johannes der Täufer
- Marienkapelle
- Alte romanische Brücke